# ニューしらゆり
ニューしらゆりは、新日本海フェリーが運航していたフェリー。

## 概要
フェリーはまなす 、フェリーしらゆりの代船として、僚船のニューはまなすとともに石川島播磨重工業相生工場で建造され、1987年4月に新潟 - 小樽航路へ就航した。
2003年2月、ゆうかりの就航により上海下関フェリーへ売却されゆうとぴあ2と改名。下関 - 上海・青島航路に就航した。週2便での運航を計画したが、上海港の発着枠に空きがなかったため1便は青島発着で運航された。 
2006年には中国側発着地を蘇州大倉港へ変更。当初、中国当局による旅客営業の免許が許認可されなかったためRORO船として運航されていたが、2007年8月から旅客営業が開始された。
2009年10月にゆうとぴあIVの就航によりIHI相生で係船。2016年6月に船名をTOPと変更し、香港・シンガポールを経由してインドバーヴナガルへ回航後に解体。

## 設備

### 船室
従来船と比較して旅客設備が強化されており、その後の新日本海フェリーの新造船の基礎となる設計となった。内装はニューはまなすはモダン、ニューしらゆりはクラシックをテーマにしたものとなっていた。1990年に船室の増設工事を実施し総トン数が増加した。
- スイートルーム（2名×2室）
- 特等洋室（2名×8室）
- 特等和室（3名×2室）
- 1等洋室（2名×8室、4名×10室、5名×16室）
- 2等寝台（302名）
- 2等（396名）
- ドライバー室（60名）